# Buty 2
Buty 2 – album muzyczny polskiej wokalistki Maryli Rodowicz, wydany 25 listopada 2011 roku przez wytwórnię płytową Universal Music Polska. Album składa się z 13 piosenek, z których większość zawiera wcześniej niepublikowane teksty Agnieszki Osieckiej. Producentem płyty został Marcin Bors, natomiast w nagraniach albumu gościnnie udział wzięli m.in. Przemysław Myszor czy Gabriela Kulka.
Pierwszym singlem promującym album został utwór „Pieśń miłości”, wykonywany po raz pierwszy podczas nagrania programu „Lubię to” w TVP1, a następnie w programie „Pytanie na śniadanie” emitowanym w TVP2.
Płyta dotarła do 16. miejsca listy OLiS i uzyskała status platynowej płyty.

## Lista utworów
Opracowano na podstawie materiału źródłowego.
1. „Drugi but” (muz. Seweryn Krajewski, sł. Agnieszka Osiecka)
2. „Dziewczyna pirat” (muz. Jacek Mikuła, sł. Agnieszka Osiecka)
3. „Zamiast wódkę pić” (muz. Adam Sławiński, sł. Agnieszka Osiecka)
4. „Pieśń miłości” (muz. Seweryn Krajewski, sł. Agnieszka Osiecka)
5. „Ja Cię mam” (muz. Jacek Mikuła, sł. Agnieszka Osiecka)
6. „Źródło Jan” (muz. Katarzyna Gärtner, sł. Agnieszka Osiecka)
7. „Nadzieja” (muz. Jacek Mikuła, sł. Agnieszka Osiecka)
8. „Gdzie ta muzyczka” (muz. Jacek Mikuła, sł. Agnieszka Osiecka)
9. „Kochać za młodu” (muz. Seweryn Krajewski, sł. Agnieszka Osiecka)
10. „Diabły w deszczu” (muz. Seweryn Krajewski, sł. Agnieszka Osiecka)
11. „Yokohama” (muz. Jacek Mikuła, sł. Agnieszka Osiecka)
12. „Więc kto” (muz. Seweryn Krajewski, sł. Agnieszka Osiecka)
13. „Tonę” (muz. Katarzyna Gärtner, sł. Agnieszka Osiecka)